# Eisingen (Bayern)
Eisingen ist eine Gemeinde im unterfränkischen Landkreis Würzburg. Der gleichnamige Hauptort ist Sitz der Gemeindeverwaltung.

## Geographie
Die Gemeinde liegt in der Planungsregion Würzburg. Durch Eisingen verläuft der Fränkische Marienweg.

## Gemeindegliederung
Es gibt zwei Gemeindeteile (in Klammern ist der Siedlungstyp angegeben):
- Eisingen (Pfarrdorf)
- Erbachshof (Gut)

Es gibt nur die Gemarkung Eisingen.

## Name

### Etymologie
Dem Namen Eisingen liegt der Personenname Iso, Yso oder Îso zugrunde, der durch das Zugehörigkeitssuffix -ing abgeleitet wurde.

### Frühere Schreibweisen
Frühere Schreibweisen des Ortes aus diversen historischen Karten und Urkunden:
| - 1045 „Ysungun“ - 1165 „Ysingen“ - 1182 „Isingin“ | - 1337 „Isingen“ - 1490 „Eyssingen“ - 1584 „Eisingen“ |

## Geschichte

### Bis zur Gemeindegründung
Eine fränkische Siedlung ist in die zweite Hälfte des 8. Jahrhunderts zu datieren. Seit 1164 hatte das Kloster Oberzell Besitz in Eisingen, ihm oblag auch bis in die Neuzeit die seelsorgerische Betreuung des Ortes. Um 1500 besaß das Ritterstift (bis 1464 Benediktinerkloster) St. Burkard in Würzburg die Dorfherrschaft und gut die Hälfte der Grundherrschaft. Weitere Grundherren waren das Klarissenkloster St. Agnes (in dessen Besitz später die Jesuiten und dann die Universität Würzburg traten), das Kloster Himmelspforten, das Stift Neumünster und das Hofkammerzinsamt, Letzteres wohl als Rechtsnachfolger der ehemals burkardinischen Propstei Frauenberg. Als Teil des Hochstiftes Würzburg wurde Eisingen 1803 zugunsten Bayerns säkularisiert, dann im Frieden von Preßburg (1805) an Erzherzog Ferdinand von Toskana zur Bildung des Großherzogtums Würzburg gegeben, mit welchem es 1814 endgültig an Bayern zurückfiel. Im Zuge der Verwaltungsreformen in Bayern entstand mit dem Gemeindeedikt von 1818 die heutige Gemeinde.

### Einwohnerentwicklung
- 1950: 1057 Einwohner[6]
- 1961: 1175 Einwohner
- 1970: 1496 Einwohner
- 1987: 2492 Einwohner
- 1991: 2954 Einwohner
- 1995: 3330 Einwohner
- 2000: 3561 Einwohner
- 2005: 3611 Einwohner
- 2010: 3600 Einwohner
- 2015: 3372 Einwohner

Im Zeitraum 1988 bis 2018 stieg die Einwohnerzahl von 2669 auf 3372 um 703 bzw. um 26,3 %. 2009 hatte die Gemeinde 3629 Einwohner.
Quelle: BayLfStat

## Politik
- UBE: 5
- WVE: 3
- CSU: 3
- SPD: 2
- Grüne: 2

### Gemeinderat
Der Gemeinderat hat 15 Sitze (einschließlich der Bürgermeisterin). Bei der Kommunalwahl vom 15. März 2020 haben von den 2774 stimmberechtigten Einwohnern 1837 von ihrem Wahlrecht Gebrauch gemacht, womit die Wahlbeteiligung bei 66,22 % lag.

### Bürgermeisterin
Bei der Kommunalwahl vom 15. März 2020 wurde Ursula Engert (Unabhängige Bürger Eisingen) mit 51,35 % der Stimmen zur Ersten Bürgermeisterin wieder gewählt. Sie ist seit 1. Mai 2008 im Amt. In das Amt des zweiten Bürgermeisters wählte der Gemeinderat Hans Kohl (SPD). Dritter Bürgermeister ist Julian Hertzig (CSU).

### Gemeindepartnerschaften
Eisingen unterhält eine Partnerschaft mit der französischen Gemeinde Bernières-sur-Mer.

### Allianz Waldsassengau
Seit dem 20. November 2014 ist Eisingen mit zwölf weiteren Gemeinden in der Allianz Waldsassengau organisiert. Der Verein dient der interkommunalen Zusammenarbeit.

### Wappen
|  | Blasonierung: „In Rot der nimbierte silberne Johannesadler in Seitenansicht, dem auf der Brust ein blaues Schildchen, darin eine silberne heraldische Lilie, aufgelegt ist.“ |
|  | |

## Kultur und Sehenswürdigkeiten

### Kultur
In der Sankt-Nikolaus-Kirche in der Ortsmitte kann man das Kreuz des berühmten Bildhauers Tilman Riemenschneider sehen. Weitere Sehenswürdigkeiten sind unter anderem das begehbare Labyrinth beim St. Josefs-Stift und die Galerie „Kunst im Erbachshof“ im Weiler Erbachshof.

### Regelmäßige Veranstaltungen
Einmal im Jahr findet das so genannte Backhäuslesfest in Eisingen statt. Bei diesem wird in dem noch erhaltenen alten Steinbackofen Brot und Blaatz gebacken. Organisiert wird es vom Festausschuss der Vereine.
Im Jahre 1855 forderte das königliche Landgericht, dass zum Schutz vor Feuer und zur Holzersparnis zwei öffentliche Backhäuser zu errichten seien. Bis dahin befand sich an den meisten Höfen in Eisingen ein Privatbackofen. Der Abbruch des Backhauses des Oberdorfes (westlicher Ortsteil) wurde 1952 vom Gemeinderat beschlossen.

## Infrastruktur
In Eisingen ist die große Behinderteneinrichtung St. Josefs-Stift mit etwa 350 Heimplätzen für körperlich und geistig behinderte Menschen beheimatet. Die Robert-Kümmert-Akademie gGmbH, Tochtergesellschaft des St.-Josefs-Stifts, hat ihren Sitz in Eisingen.

### Öffentliche Einrichtungen
- Grundschule Eisingen-Waldbrunn mit Mittagsbetreuung
- sechsgruppige Kindertagesstätte
- Jugendzentrum
- Krabbelstube
- sechs Kinderspielplätze
- Gemeindebücherei

### Verkehr
Die Gemeinde ist gut an das überörtliche Straßennetz angebunden. Die Autobahnen A 3 Frankfurt am Main – Nürnberg und A 81 nach Heilbronn sind nur etwa zwei Auto-Minuten entfernt. Das Autobahndreieck Würzburg-West liegt teilweise auf dem Gemeindegebiet.
Im Öffentlichen Personennahverkehr ist Eisingen durch die Buslinien 511 und 512 d

## Persönlichkeiten
- Erich Bender (1918–2016), Altbürgermeister, Ehrenbürger, Träger des Bundesverdienstkreuzes am Bande[14]
- Anton von Scholz (1829–1908), katholischer Theologe und Seelsorger, Ehrenbürger von Eisingen